# Zseni Nándor
Zseni Nándor (Kelebia, 1947. szeptember 18. – 2022. október 11.) magyar fagottművész.

## Tanulmányai
1970-ben a Liszt Ferenc Zeneművészeti Főiskolán fagottművész-tanári, majd a Liszt Ferenc Zeneművészeti Egyetemen 1990-1991-ben fagott művésztanári képesítést szerzett.

## Pályafutása
Pécsi Nemzeti Színház zenekarának tagja, majd 1984-2004 között a Pécsi Szimfonikus Zenekar fagott szólamvezetője volt. 2015-től a Pannon Filharmonikus Zenekar Örökös tagja. 
1984-2004 között a Pécsi Liszt Ferenc Zeneművészeti Főiskola fagott, kamarazene oktatója volt. 1992 és 2004 között szervezte a pécsi Weidinger Imre Országos Fagottversenyt.
A Magyar Fagottos Társaság alapítója. 1995-1997 között kiadója, írója szerkesztője volt a Magyar Fagottos újságnak.

## Kitüntetései
- Szocialista Kultúráért (1984)
- Kiváló Munkáért (1986)
- Az Év Zenekari Muzsikusa (1988)
- Amtmann Prosper-díj (1994)
- Az Év Zenekari Művésze (1997)

## Családja
Felesége Farkas Zelmíra hegedűművész. Két gyermekük és négy unokájuk született.